# Christoph Stephan
Christoph Stephan (Rudolstadt, 1986. január 12. –) világbajnoki ezüst és bronzérmes német sílövő.

## Pályafutása
2005–2006-os szezon - nemzetközi sportpályafutásának kezdetén 2006-ban érte el első jelentősebb sikerét, a Norman Jahn, Daniel Böhm, Jens Zimmer és Christoph Stephan összetételű német váltó bronzérmes lett a Presque Islendon megrendezett junior világbajnokságon. Még ebben az évben Norman Jahn, Daniel Böhm és Sebastian Berthold társaságában a második helyen ért célba a Langdorfban tartott kontinentális bajnokságban. Ezt követően, 2006 elején, mutatkozott be a világkupában, a 2005–2006-os sílövő világkupa nyolcadik állomásán, Kontiolahtiban.
2006–2007-es szezon - főleg a második számú kupasorozatban, az európa-kupán állhatott rajthoz. A 2007-es Martell-Val Martellóban tartott junior világbajnokságon sprintben, az üldözőversenyen valamint a váltóval, Daniel Böhm, Simon Schempp és Sebastian Berthold társaságában, a dobogó legfelső fokára állhatott fel. A szezon végén ismét indulhatott a világkupában, ahol megszerezte első pontot érő helyezéseit, Lahtiban 14. lett egyéniben, Oslo Holmenkollenben 11. lett egyéniben és 12. az üldözőversenyben, Hanti-Manszijszkban pedig a 37. pozíciót szerezte meg ugyancsak az üldözőversenyben. Ezzel összetettben a világkupa 42. helyén zárt.
2007–2008-as szezon - ebben az évben a világkupa állandó résztvevője lett. A 2007–2008-as sílövő világkupa végén a 31. helyen zárt.
2008–2009-es szezon - megszerezte első világkupa győzelmét, Antholz-Anterselvában a tömegrajtos indítású viadalon tudott nyerni. A 2008-2009-es sorozatban nevezték először felnőtt világbajnokságra, a dél-koreai Phjongcshangban egyéniben második lett, a norvég Ole Einar Bjørndalen mögött; a Michael Roesch, Christoph Stephan, Arnd Peiffer és Michael Greis összetételű német váltó pedig a harmadik helyen ért célba, a norvégok és az osztrákok mögött. Az idény végén összetettben a 18. pozíciót tudhatta magáénak.
2009–2010-es szezon - indulhatott a 2010. évi téli olimpiai játékokon, ahol a legjobb eredményét sprintben érte el, a 19. lett. A világkupa szezont összetettben a 27. helyen zárta.
2010–2011-es szezon - a világkupában két alkalommal állhatott del a dobogó legfelső fokára, Oberhofban és Antholz-Anterselvában, a német váltóval. Összetettben a 26. helyen zárt. A Hanti-Manszijszkban megrendezett világbajnokságon a legjobb eredménye két hetedik helyezés volt, sprintben és a váltóval.

## Eredményei

### Olimpia
| Év   | Világbajnokság | Versenyszám | Versenyszám | Versenyszám   | Versenyszám | Versenyszám | Versenyszám |
| Év   | Világbajnokság | Egyéni      | Sprint      | Üldözőverseny | Tömegrajtos | Váltó       |             |
| ---- | -------------- | ----------- | ----------- | ------------- | ----------- | ----------- | ----------- |
| 2010 | Vancouver      | 29          | 19          | 30            | 23          |             |             |

### Világbajnokság
| Év   | Világbajnokság   | Versenyszám | Versenyszám | Versenyszám   | Versenyszám | Versenyszám | Versenyszám  |
| Év   | Világbajnokság   | Egyéni      | Sprint      | Üldözőverseny | Tömegrajtos | Váltó       | Vegyes váltó |
| ---- | ---------------- | ----------- | ----------- | ------------- | ----------- | ----------- | ------------ |
| 2009 | Phjongcshang     | 2           | 22          | 41            | 21          | 3           |              |
| 2010 | Hanti-Manszijszk |             |             |               |             |             |              |
| 2011 | Hanti-Manszijszk |             | 7           | 16            | 24          | 7           |              |

### Világkupa
| Idény   | Összesített eredmény Helyezés (Pontszám) | Összesített eredmény Helyezés (Pontszám) | Összesített eredmény Helyezés (Pontszám) | Összesített eredmény Helyezés (Pontszám) | Összesített eredmény Helyezés (Pontszám) |
| Idény   | Összetett                                | Egyéni                                   | Sprint                                   | Üldözőverseny                            | Tömegrajtos                              |
| ------- | ---------------------------------------- | ---------------------------------------- | ---------------------------------------- | ---------------------------------------- | ---------------------------------------- |
| 2006/07 | 42 (64)                                  | 22 (42)                                  | 0                                        | 37 (22)                                  | 0                                        |
| 2007/08 | 31 (165)                                 | 40 (13)                                  | 30 (71)                                  | 32 (45)                                  | 30 (36)                                  |
| 2008/09 | 18 (436)                                 | 22 (54)                                  | 22 (145)                                 | 33 (72)                                  | 6 (146)                                  |
| 2009/10 | 27 (322)                                 | 27 (50)                                  | 18 (167)                                 | 38 (51)                                  | 30 (54)                                  |
| 2010/11 | 26 (360)                                 | 49 (20)                                  | 20 (166)                                 | 28 (84)                                  | 21 (90)                                  |
| 2011/12 | -                                        | -                                        | -                                        | -                                        | -                                        |

| 2008/09    | Antholz-Anterselva Tömegrajtos                                                                        | Ruhpolding Váltó Phjongcshang Egyéni (VB)                                                             | Phjongcshang Váltó (VB)                                                                               |
| 2009/10    | | | Hochfilzen Váltó Oberhof Váltó Antholz-Anterselva Sprint                                              |
| 2010/11    | Oberhof Váltó Antholz-Anterselva Váltó                                                                | | |
| Összesítés | Egyéni: 0 Sprint: 0 Üldözőverseny: 0 Tömegrajtos: 1 Váltó: 2 Vegyes váltó: 0 ------------ Összesen: 3 | Egyéni: 1 Sprint: 0 Üldözőverseny: 0 Tömegrajtos: 0 Váltó: 1 Vegyes váltó: 0 ------------ Összesen: 2 | Egyéni: 0 Sprint: 1 Üldözőverseny: 0 Tömegrajtos: 0 Váltó: 3 Vegyes váltó: 0 ------------ Összesen: 4 |

- O - Olimpia és egyben világkupa forduló is.
- VB - Világbajnokság és egyben világkupa forduló is.